# 金博爾頓 (愛荷華州)
金博爾頓（英語：Kimballton）是一個位於美國愛荷華州奧德班縣的城市。

## 地理
金博爾頓的座標為41°37′42″N 95°04′28″W / 41.62833°N 95.07444°W，而該地的平均海拔高度為394米（即1293英尺）。

## 人口
根據2010年美國人口普查的數據，金博爾頓的面積為1.99平方千米，均為陸地。當地共有人口322人，而人口密度為每平方千米161人。